# Sindou Cissé
Sindou Cissé est un homme politique connu pour son rôle de président du conseil régional du Folon et président du conseil d'administration de la Société Multinationale de Bitumes (SMB) de Côte d'Ivoire.

## Biographie
Président du Conseil d'administration de la Société Multinationale de Bitumes (SMB) de Côte d'Ivoire, société créée le 03 mars 1976, il fut Président du Conseil Régional du Folon en 2018 et est réélu en 2023 à ce même poste’’ avec 22 voix sur 22 conseillers.